# Didymocystis coatesi
Didymocystis coatesi är en plattmaskart. Didymocystis coatesi ingår i släktet Didymocystis och familjen Didymozoidae. Inga underarter finns listade i Catalogue of Life.